# 산마르틴 산후안
산마르틴 산후안(Club Atlético San Martín)은 아르헨티나 산후안 주의 산후안을 연고로 하는 축구 클럽이다. 홈 구장은 산후안 시의 에스타디오 잉헤니에로 힐라리오 산체즈(Estadio Ingeniero Hilario Sánchez)이며, 9월 27일에 클럽이 창단되었다. 클럽의 이름은 리베르타도레스 호세 산마르틴(José de San Martín)의 이름에서 따온 것이다.
이제까지 아르헨티나 프리메라 디비시온에서는 1970년 토르네오 나시오날에 단 한 번 올랐을 뿐인데, 20경기 동안 4승 5무 11패로 이내 강등되었다. 하지만, 2006/07 시즌 프리메라 B 나시오날 플레이오프에서 우라칸을 3:2로 꺾고 프리메라 B 통합 2위 자격으로 대망의 프리메라 디비시온에 승격할 수 있었다. 하지만, 2007/08 시즌은 그들을 위한 기간이 아니었고, 한 시즌만에 강등되고 말았다.
아르헨티나에서 그란 부에노스아이레스와 그 주변의 클럽이 아닌 다른 지역의 클럽이 프리메라 디비시온에서 활약하는 것은 드문 일이다. 산마르틴 역시 산후안 주에서 프리메라 디비시온을 경험한 유일한 클럽이다.

## 선수 명단

### 현역
참고: FIFA 자격 규정에 따라 소속된 국가대표팀 국기를 표시합니다. 선수는 복수의 FIFA 비회원국 국적을 가지고 있을 수 있습니다.
| 번호 | 포지션 | 국적     | 이름              |
| ---- | ------ | -------- | ----------------- |
| -    | DF     | 우루과이 | 리차드 페르난데스 |

| 번호 | 포지션 | 국적 | 이름 |
| ---- | ------ | ---- | ---- |

## 역대 감독
| 감독              | 임기        |
| ----------------- | ----------- |
| 네스토르 고로시토 | 2017 ~ 2018 |

## 참고
1. ↑  Pablo Pisani (2007년 6월 17일). “Lotto 9”. Diario Olé.[깨진 링크(과거 내용 찾기)]